# Tidsaxel över Frankrikes historia
Tidsaxel över Frankrikes historia

## Förhistorisk tid
| 15 000 f.Kr. | Grottmålningar Lascaux i Montignac i Dordogne. |

## Gallien
| 153 f.Kr.   | Romerska och spartanska soldater tränger in i Gallien.        |
| 52-51 f.Kr. | Vercingetorix gör uppror mot Rom.                             |
| 262         | Sankt Dionysius (Saint Denis) mördas och blir martyr i Paris. |
| 313         | Konstantin den store gör kristendomen till statsreligion.     |

## Franker
| 406 | Germaner invaderar Gallien.              |
| 451 | Hunner stoppas vid Châlons-en-Champagne. |

## Merovinger
| 486     | Klodvig I besegrar Syagrius vid Soissons.            |
| 507     | Klodvig I besegrar västgoterna med slaget i Vouillé. |
| 507-511 | Den saliska lagen utformas.                          |
| 534-536 | Franker besegrar Burgund och övertar Provence.       |
| 732     | Karl Martell besegrar araberna vid Tours.            |

## Karolinger
| 751     | Pippins, den förste karolingiske kungen, kröning.                                                  |
| 800     | Karl den store kröns som kejsare i Rom.                                                            |
| 843     | Fördraget i Verdun leder till att Karl den stores rike delas i tre delar.                          |
| 885-886 | Vikingar belägrar Paris.                                                                           |
| 909     | Klostret i Cluny (Cluny III?) grundas av Berno av Baume från klostret Baume i Baume-les-Messieurs. |
| 911     | Vikingahövdingen Rollo förlänas Normandie.                                                         |

## Capetinger
| 987       | Hugo Capet kröns till Frankrikes förste kung.                                                                             |
| 994       | Ett möte i Limoges äger rum med syfte att stoppa striderna mellan kristna.                                                |
| 1066      | Vilhelm den store erövrar England efter slaget vid Hastings.                                                              |
| 1095      | Påven Urban II tar initiativet till det första korståget.                                                                 |
| 1100      | Pierre Abaelard undervisar i Paris.                                                                                       |
| 1122      | Abbot Suger blir abbot i klosterkyrkan Saint-Denis och rådgivare till Ludvig VI.                                          |
| 1130-1160 | Chrétien de Troyes och Marie de France skriver sagan om Kung Artur.                                                       |
| 1152      | Ludvig VII skiljer sig från Eleonora av Akvitanien som gifter sig med Henrik II av England.                               |
| 1154      | Henrik II grundar angevinska imperiet.                                                                                    |
| 1186      | Filip II stenlägger gatorna i Paris.                                                                                      |
| 1200      | Filip II reglerar studierna och studenter revolterar vid universitetet i Paris.                                           |
| 1210      | Påven erkänner universitetet i Paris.                                                                                     |
| 1259      | Henrik III av England drar sig ur Normandie, Maine, Anjou och Poitou samt erkänner den franska överhögheten i Akvitanien. |
| 1280      | Katedralen i Chartres fulländas.                                                                                          |
| 1302      | Generalständerna (États généraux) inkallas för första gången.                                                             |
| 1310      | Le parlement i Paris blir domstol skild från Curia Regis.                                                                 |

## Valois
| 1337      | Hundraårskriget utbryter. |
| 1346      | Frankrike förlorar ett slag vid Crécy.                                                                                             |
| 1348      | Svarta döden. |
| 1356      | Frankrike förlorar ett slag vid Poitiers.                                                                                          |
| 1358      | Uppror i Paris och La jaqueries i norra Frankrike.                                                                                 |
| 1411      | Paul och Jean de Limbourg låter utföra Les Très Riches Heures du duc de Berry.                                                     |
| 1415      | Det franska riddarväsendet går under i och med slaget vid Azincourt.                                                               |
| 1420      | Henrik V av England ärver genom fördraget i Troyes den franska tronen.                                                             |
| 1429      | Jeanne d'Arc befriar Orléans. Karl VII kröns till kung i Reims.                                                                    |
| 1431      | Jeanne d'Arc bränns som kättare i Rouen.                                                                                           |
| 1435      | Frankrike och Burgund försonas i Arras.                                                                                            |
| 1438      | Gallikanska kyrkan skapas i Bourges.                                                                                               |
| 1453      | Frankrike segrar vid slaget vid Castillon-la-Bataille vilket innebär slutet på hundraårskriget.                                    |
| 1465      | Adeln utamanar Ludvig XI av Frankrike genom Förbundet för allas väfärd.                                                            |
| 1484      | Tredje ståndet accepteras som ett stånden i generalständerna.                                                                      |
| 1515      | Fransk seger i slaget vid Marignano.                                                                                               |
| 1518      | Guillaume Budé skriver L'Institution du Prince.                                                                                    |
| 1523      | Hertigen av Bourbon misslyckas med att störta Frans I.                                                                             |
| 1525      | Slaget vid Pavia. Frans I tas tillfånga av Kejsar Karl V.                                                                          |
| 1529      | Freden i Cambrai, "Damernas fred" där Lovisa av Savojen och Margareta av Savojen skapar en allians mellan Frankrikes och Habsburg. |
| 1534      | Plakataffären - protestantiska upplopp i Paris.                                                                                    |
| 1536      | Jean Calvin skriver Undervisning om den kristna religionen.                                                                        |
| 1544      | Frankrike invaderas av England och Habsburg.                                                                                       |
| 1554      | Jean Crespin påbörjar Histoire des Martyrs.                                                                                        |
| 1562-1598 | Religionskrig mellan hugenotter och katoliker.                                                                                     |
| 1572      | Bartolomeinatten - massaker av hugenotter.                                                                                         |
| 1576      | Jean Bodin skriver Six livres de la république.                                                                                    |
| 1588      | spanska armadan hotar England och Paris behärskas av katolska ligan.                                                               |

## Bourbon
| 1593      | Henrik IV övergår till katolicismen i klosterkyrkan Saint-Denis.                                                     |
| 1598      | Ediktet i Nantes tillerkänner hugenotterna religionsfrihet.                                                          |
| 1618-1648 | Trettioåriga kriget.                                                                                                 |
| 1628-1629 | Hugenotterna besegras i La Rochelle men ediktet i Nantes bekräftas åter.                                             |
| 1630      | Kardinal Richelieu ger Sverige subsidier för att delta i trettioåriga kriget.                                        |
| 1635      | Franska akademin grundas. Uppror mot höga skatter.                                                                   |
| 1637      | René Descartes skriver Avhandling om metoden.                                                                        |
| 1638      | svensk-fransk allians.                                                                                               |
| 1640      | Uppror mot höga skatter.                                                                                             |
| 1645      | Uppror mot höga skatter.                                                                                             |
| 1648      | Westfaliska freden slår fast maktbalansprincipen.                                                                    |
| 1648-1660 | Fronden med fler uppror mot Ludvig XIV                                                                               |
| 1665      | Jean-Baptiste Colbert tillsätts som förste minister.                                                                 |
| 1670      | Molières pjäs Le Bourgeois Gentilehomme. Uppror mot höga skatter.                                                    |
| 1675      | Uppror i Bretagne mot Ludvig XIV:s krig i Nederländerna.                                                             |
| 1677      | Jean Racine skriver sitt drama Phèdre.                                                                               |
| 1682      | Det franska hovet flyttar till Versailles.                                                                           |
| 1683      | Jean-Baptiste Colbert dör.                                                                                           |
| 1685      | Ludvig XIV upphäver ediktet i Nantes.                                                                                |
| 1689      | England och Habsburg ingår en allians mot Frankrike                                                                  |
| 1701-1713 | Spanska tronföljdskriget: Franska förluster vid Chiari, Blenheim, Ramillies, Turin, Oudenaard, Lille och Malplaquet. |
| 1713      | Freden i Utrecht |
| 1717      | Antoine Watteau målar L'Emarquement pour l'ile de Cythère.                                                           |
| 1740-1748 | Österrikiska tronföljdskriget.                                                                                       |
| 1748      | Charles-Louis de Secondat Montesquieu skriver De l'esprit des lois.                                                  |
| 1751      | Denis Diderot färdigställer första delen av Encyclopédie.                                                            |
| 1756-1763 | Sjuårskriget. |
| 1757-1759 | Frankrike förlorar besittningar i Indien och Kanada.                                                                 |
| 1762      | Jean-Jacques Rousseau skriver Émile eller om uppfostran och Om samhällsfördraget.                                    |
| 1763      | Storbritannien övertar Quebec. Spanien övertar Louisiana.                                                            |
| 1778      | Frankrike intervenerar i Amerikanska frihetskriget på kolonisternas sida.                                            |
| 1781      | Franska flottan understöder USA vid slaget vid Yorktown.                                                             |
| 1785      | Jacques-Louis David målar Horatiernas ed.                                                                            |
| 1788      | Paris' parlament kräver att generalständerna sammankallas.                                                           |

## Revolutionen
| 1789 | De mänskliga rättigheterna proklameras. Bastiljen stormas. Nationalförsamlingen skapas. |
| 1792 | Revolutionsarmén segrar vid slaget vid Valmy.                                           |
| 1793 | Skräckväldet.                                                                           |
| 1796 | Napoleon Bonaparte segrar i Lodi och Arcola.                                            |

## Napoleon I
| 1799      | Napoleon genomför en statskupp.                                          |
| 1802      | Frankrike sluter fred med Storbritannien i Amiens.                       |
| 1804      | Napoleon kröner sig till kejsare.                                        |
| 1805      | Lord Nelson besegrar franska och Spanska flottan vid Trafalgar.          |
| 1806      | Tysk-Romerska kejsardömet upplöses i och med Rhenförbundet.              |
| 1807      | Frankrike ingår fördraget i Tilsit med Ryssland.                         |
| 1812-1813 | Frankrike tvingas lämna Ryssland och Tyskland.                           |
| 1814      | Napoleon abdikerar. Den bourbonska restaurationen.                       |
| 1815      | Napoleon återvänder till Frankrike. Slaget vid Waterloo. Wienkongressen. |

## Det moderna Frankrike tar form
| 1816      | Henri de Rouvroy de Saint-Simon skriver Industri och samhälle. |
| 1818      | Ockupationsarméerna lämnar Frankrike. |
| 1824      | Tidningen Le Globe utkommer med sitt första nummer. |
| 1830      | Karl X:s reaktionära regering leder till julirevolutionen. |
| 1830-1881 | Det franska imperiet i Afrika och Indokina byggs ut. |
| 1839      | Louis Jacques Mandé Daguerre uppfinner kameran. Stendhal skriver La Chartreuse de Parme. |
| 1841      | En ny lag reglerar barnarbete. |
| 1848      | Februarirevolutionen störtar julimonarkin. |
| 1851      | Ludvig Napoleon tar makten i en statskupp. |
| 1852      | Napoleon III kröns till kejsare. |
| 1852-1865 | Baron Haussmann låter riva stora delar av huvudstaden och skapar boulevardsystemet i Paris. |
| 1854-1856 | Krimkriget |
| 1859      | Fransk-Österrikiska kriget. Freden i Villafranca. |
| 1860      | Frihandelsavtalet Cobden-Chevalier mellan Frankrike och Storbritannien. |
| 1862      | Victor Hugo skriver Les Misérables. |
| 1863      | Ernest Renan skriver La Vie de Jésus. Édouard Manet ställer ut Frukost i det gröna på De refuserades salong.                                                                                              |
| 1864-1867 | Napoleon III:s försök att återupprätta en monarki i Mexiko genom en militärexpedition. |
| 1869      | Suezkanalen öppnas. Gustave Flaubert skriver L'Education Sentimentale. |
| 1870-1871 | Fransk-tyska kriget. Napoleon III tas tillfånga vid Sedan. Frankrike förlorar Alsace-Lorraine. |
| 1871      | Pariskommunen. |
| 1874      | Claude Monet målar Impression: Soleil Levant - det första impressionistiska verket. |
| 1875      | Tredje republiken. |
| 1876      | Stéphane Mallarmé komponenerar L'Après-Midi d'un Faune. Pierre-Auguste Renoir målar Bal du moulin de la Galette. Frankrike ger Frihetsgudinnan som gåva till USA.                                         |
| 1880      | Émile Zola skriver Nana. |
| 1884      | Fackföreningar legaliseras. |
| 1886      | Georges Seurat ställer ut Dimanche à la Grande Jatte. |
| 1892      | Panamaskandalen orsakar ekonomisk och politisk kris. |
| 1892-1894 | Claude Monet målar Katedralen i Rouen. |
| 1894-1906 | Dreyfusaffären delar Frankrike i två läger. |
| 1894      | Frankrike och Ryssland ingår en allians. |
| 1895      | Conféderation Générale du Travail bildas. Auguste Lumière uppfinner kinematografen. Paul Cézanne ställer ut hos Ambroise Vollard.                                                                         |
| 1898      | Tidningen Action Française grundas. Marie Curie upptäcker radium. Émile Zola publicerar sin artikel J'accuse.                                                                                             |
| 1902      | Claude Debussys första föreställning av Pelléas och Mélisande. |
| 1904      | Entente Cordiale ingås med Storbritannien, början till det som kom att bli ententen. |
| 1905      | Kyrkan separeras från staten. |
| 1907      | Trippelententen mellan Frankrike, Storbritannien och Ryssland. Pablo Picasso målar Les Demoiselles d'Avignon. Henri Bergsons L'Évolution créatrice publiceras.                                            |
| 1908      | Georges Sorel utger Réflexions sur la violence. Action Française blir dagstidning. |
| 1909-1910 | Henri Matisse målar La Danse och La Musique. |
| 1913      | Igor Stravinskijs balett Våroffer har premiär. Edoudard Prosts À la Recherche du Temps Perdu publiceras.                                                                                                  |
| 1914      | Första världskriget utbryter. Slaget vid Marne. Skyttegravskrig på västfronten |
| 1916      | Slaget vid Verdun. Slaget vid Somme. |
| 1917      | Nivelleoffensiven. Oroligheter bland de franska soldaterna. |
| 1918      | Första världskriget slutar. |
| 1919      | Versaillesfreden. |
| 1920-1926 | Frankrike ingår allianser med Belgien, Polen, Tjeckoslovakien och Rumänien. |
| 1922      | Paul Valérys Le Cimetière Marin publiceras. |
| 1923      | Frankrike ockuperar Ruhr. |
| 1925      | Locarnofördraget, som innebär att Ruhr demilitariseras. |
| 1930      | Frankrike lämnar Ruhr. |
| 1932      | Icke-aggressionspakt med Sovjetunionen. Effekterna av Wall Street-kraschen når Frankrikes. |
| 1932-1934 | Olika diplomatiska ansträngningar för att uppnå nedrustning misslyckas. |
| 1935      | Försvarspakt mellan Frankrike och Sovjetunion. |
| 1936-1937 | Léon Blums i spetsen för Folkfronten blir Frankrikes förste socialistiska regeringschef. |
| 1938      | Münchenöverenskommelsen, som delade Tjeckoslovakien, undertecknas av Édouard Daladier. |
| 1939      | Frankrike och Storbritannien ger säkerhetsgarantier tillPolen. Detta innebär att Frankrike skall anfalla Tyskland om de invaderar landet. Frankrike sviker sina bundsförvanter. Tyskland invaderar Polen. |
| 1940      | Frankrike kapitulerar för Tyskland. Philippe Pétain bildar Vichyregimen. |
| 1943      | Fria Frankrike bildas av Charles de Gaulle. |
| 1944      | De allierade landstiger i Normandie. Paris befrias. Jean-Paul Satres skriver Huis Clos. |

## Det moderna Frankrike
| 1947 | Tredje republiken ersätts av fjärde republiken. Kvinnlig rösträtt.                                                                 |
| 1947 | Albert Camus publicerar La Peste.                                                                                                  |
| 1949 | NATO bildas. |
| 1951 | Europeiska kol- och stålunionen bildas.                                                                                            |
| 1954 | Vo Nguyên Giap besegrar Frankrike vid Dien Bien Phu. Frankrike lämnar Indokina.                                                    |
| 1956 | Suezkrisen - Frankrike och Storbritannien får se sig utmanövrerat av Egyptens president Gamal Abdel Nasser, USA och Sovjetunionen. |
| 1957 | EEG bildas då Romfördraget undertecknas.                                                                                           |
| 1958 | Militärrevolt i Algeriet. Femte republiken grundas.                                                                                |
| 1959 | Charles de Gaulle blir president.                                                                                                  |
| 1960 | Frankrike genomför sina första kärnvapenprov.                                                                                      |
| 1962 | Algeriet blir självständigt. |
| 1967 | Frankrike lämnar NATO. |
| 1968 | Studentrevolt i Paris. |
| 1969 | Charles de Gaulle avgår. |
| 1974 | Valéry Giscard d'Estaing blir president.                                                                                           |
| 1981 | François Mitterrand blir president.                                                                                                |
| 1984 | Jean-Marie Le Pen grundar Front National.                                                                                          |
| 1988 | François Mitterrand blir återvald som president.                                                                                   |
| 1991 | Edith Cresson blir Frankrikes första kvinnliga premiärminister.                                                                    |
| 1992 | Eurodisney öppnar i Marne-la-Vallée utanför Paris.                                                                                 |
| 1993 | Med mycket knapp marginal röstar fransmännen för Maastrichtfördraget.                                                              |
| 1994 | Eurotunneln under Engelska kanalen öppnas.                                                                                         |
| 1995 | Frankrike återupptar sina kärnvapenprov.                                                                                           |
| 1996 | Jacques Delors avgår som EU-kommissionens ordförande.                                                                              |
| 2003 | Frankrike motsätter sig USA inför Irakkriget.                                                                                      |